# Olympische Sommerspiele 1908/Schwimmen – 100 m Rücken (Männer)
Der Schwimmwettkampf über 100 Meter Rücken der Männer bei den Olympischen Spielen 1908 in London wurde vom 16. bis 17. Juli 1908 ausgetragen. Es war das erste Mal in der olympischen Geschichte, dass in einem Schwimmbecken geschwommen wurde, zuvor fanden die Wettkämpfe immer in offenen Gewässern statt. Das Schwimmbecken wurde im Inneren des White City Stadiums errichtet. Olympiasieger wurde Arno Bieberstein aus Deutschland mit einer neuen Weltrekordzeit von 1:24,6 Minuten. Silber gewann der Däne Ludvig Dam und Bronze Herbert Haresnape aus dem Vereinigten Königreich.

## Rekorde
Vor Beginn der Olympischen Spiele waren folgende Rekorde gültig:
| Weltrekord         | unbekannt       | unbekannt       | unbekannt       | unbekannt       |
| Olympischer Rekord | nie ausgetragen | nie ausgetragen | nie ausgetragen | nie ausgetragen |

Folgende neue Rekorde wurden aufgestellt:
| Weltrekord         | 1:24,6 min | Arno Bieberstein | Finale |
| Olympischer Rekord | 1:24,6 min | Arno Bieberstein | Finale |

## Ergebnisse

### Vorläufe
Der schnellste Athlet eines jeden Laufs sowie der zeitschnellste Zweite aller Läufe qualifizierte sich für das Halbfinale.
Lauf 1
| Rang | Athlet           | Nation          | Zeit       | Anm. |
| ---- | ---------------- | --------------- | ---------- | ---- |
| 1    | Arno Bieberstein | Deutsches Reich | 1:25,6 min |      |
| 2    | Frederick Unwin  | Großbritannien  | 1:29,8 min |      |
| 3    | Hugo Jonsson     | Finnland        | unbekannt  |      |

Lauf 2
| Rang | Athlet          | Nation          | Zeit       | Anm. |
| ---- | --------------- | --------------- | ---------- | ---- |
| 1    | Max Ritter      | Deutsches Reich | 1:33,4 min |      |
| 2    | Sidney Willis   | Großbritannien  | 1:34,4 min |      |
| 3    | John Henriksson | Finnland        | unbekannt  |      |

Lauf 3
| Rang | Athlet                   | Nation         | Zeit       | Anm. |
| ---- | ------------------------ | -------------- | ---------- | ---- |
| 1    | Colin Lewis              | Großbritannien | 1:31,0 min |      |
| 2    | Bartholomeus Roodenburch | Niederlande    | 1:36,2 min |      |
| 3    | Robert Zimmerman         | Kanada         | unbekannt  |      |

Lauf 4
| Rang | Athlet            | Nation         | Zeit       | Anm. |
| ---- | ----------------- | -------------- | ---------- | ---- |
| 1    | Herbert Haresnape | Großbritannien | 1:26,2 min |      |
| 2    | Ludvig Dam        | Dänemark       | 1:26,4 min |      |
| 3    | Amilcare Beretta  | Italien        | unbekannt  |      |

Lauf 5
| Rang | Athlet        | Nation         | Zeit       | Anm. |
| ---- | ------------- | -------------- | ---------- | ---- |
| 1    | Sidney Parvin | Großbritannien | 1:30,2 min |      |

Lauf 6
| Rang | Athlet             | Nation             | Zeit       | Anm. |
| ---- | ------------------ | ------------------ | ---------- | ---- |
| 1    | John Taylor        | Großbritannien     | 1:25,8 min |      |
| 2    | Augustus Goessling | Vereinigte Staaten | 1:29,0 min |      |
| 3    | Gustaf Wretman     | Schweden           | unbekannt  |      |
|      | Oscar Grégoire     | Belgien            | DNF        |      |

Lauf 7
| Rang | Athlet           | Nation          | Zeit       | Anm. |
| ---- | ---------------- | --------------- | ---------- | ---- |
| 1    | Gustav Aurich    | Deutsches Reich | 1:27,4 min |      |
| 2    | George Cortlever | Niederlande     | unbekannt  |      |
| 3    | Eric Seward      | Großbritannien  | unbekannt  |      |
|      | Sándor Kugler    | Ungarn          | DSQ        |      |

### Halbfinale
Die ersten zwei Athleten eines jeden Laufs qualifizierten sich für das Finale.
Halbfinale 1
| Rang | Athlet           | Nation          | Zeit       | Anm. |
| ---- | ---------------- | --------------- | ---------- | ---- |
| 1    | Arno Bieberstein | Deutsches Reich | 1:25,2 min |      |
| 2    | Ludvig Dam       | Dänemark        | unbekannt  |      |
| 3    | Max Ritter       | Deutsches Reich | unbekannt  |      |
| 4    | Sidney Parvin    | Großbritannien  | unbekannt  |      |

Halbfinale 2
| Rang | Athlet            | Nation          | Zeit       | Anm. |
| ---- | ----------------- | --------------- | ---------- | ---- |
| 1    | Gustav Aurich     | Deutsches Reich | 1:28,2 min |      |
| 2    | Herbert Haresnape | Großbritannien  | 1:28,8 min |      |
| 3    | John Taylor       | Großbritannien  | unbekannt  |      |
| 4    | Colin Lewis       | Großbritannien  | unbekannt  |      |

### Finale
| Rang | Athlet            | Nation          | Zeit       | Anm. |
| ---- | ----------------- | --------------- | ---------- | ---- |
| 1    | Arno Bieberstein  | Deutsches Reich | 1:24,6 min | WR   |
| 2    | Ludvig Dam        | Dänemark        | 1:26,6 min |      |
| 3    | Herbert Haresnape | Großbritannien  | 1:27,0 min |      |
| 4    | Gustav Aurich     | Deutsches Reich | unbekannt  |      |